# Montcey
Montcey település Franciaországban, Haute-Saône megyében. Lakosainak száma 266 fő (2022. január 1.). Montcey Saulx, Calmoutier, Colombier, Comberjon, Dampvalley-lès-Colombe és Frotey-lès-Vesoul községekkel határos.

## Népesség
A település népességének változása:
| Lakosok száma | 254  | 275  | 284  | 276  | 274  | 272  | 269  | 267  | 266  |
|               | 2013 | 2015 | 2016 | 2017 | 2018 | 2019 | 2020 | 2021 | 2022 |